# Pavel Šustr (politik)
Pavel Šustr (* 11. června 1955, Nové Město na Moravě) je český politik za KDU-ČSL, po sametové revoluci československý poslanec Sněmovny národů Federálního shromáždění.

## Biografie
Ve volbách roku 1992 byl zvolen za KDU-ČSL do české části Sněmovny národů (volební obvod Jihomoravský kraj). Ve Federálním shromáždění setrval do zániku Československa v prosinci 1992. V letech 1991-1992 působil jako generální tajemník ČSL.
V živnostenském rejstříku je uváděn bytem Nové Město na Moravě. V komunálních volbách roku 1994 byl zvolen do zastupitelstva Nového Města na Moravě za KDU-ČSL. Neúspěšně se o zvolení do tamního zastupitelstva pokoušel i v komunálních volbách roku 2002 a komunálních volbách roku 2010. Profesně je uváděn jako stavař, k roku 2010 jako ředitel odboru ministerstva dopravy. Byl ředitelem odboru pozemních komunikací na ministerstvu dopravy, předtím několik let vedoucím oddělení na témže odboru a zástupcem ředitele odboru. V roce 2010 se na okresní konferenci KDU-ČSL v Žďáru nad Sázavou uvádí Ing. Pavel Šustr jako člen mandátové a návrhové komise. V témže roce je zmiňován i jako člen výboru Městské organizace KDU-ČSL Nové Město na Moravě.
Ve volbách do Evropského parlamentu v roce 2014 kandidoval za KDU-ČSL na 8. místě její kandidátky, ale neuspěl.